# Nadine Burke Harris
Nadine Burke Harris (Vancouver, Columbia Britànica, 9 d'octubre de 1975) és una pediatra canadenca-nord-americana que va ser cirurgiana general de Califòrnia entre el 2019 i el 2022; de fet, fou la primera persona designada per a aquest càrrec. És coneguda per relacionar experiències adverses de la infància i l'estrès tòxic amb efectes nocius per a la salut al llarg de tota a vida. Aclamada com a pionera en el tractament de l'estrès tòxic, és membre del consell assessor de la campanya "Too Small to Fail" de la Fundació Clinton, i fundadora i antiga directora executiva del Centre for Youth Wellness.

## Primers anys de vida i educació
Nadine Burke Harris va néixer l'any 1975 a Vancouver, Columbia Britànica. És d'origen jamaicà i va viure breument a Jamaica abans que la família es traslladés als Estats Units quan ella tenia 4 anys. El seu pare és bioquímic i la seva mare és infermera. Es va llicenciar en biologia integrativa per la Universitat de Califòrnia, Berkeley el 1996. Posteriorment es va llicenciar en medicina per la Universitat de Califòrnia, Davis. Va completar la seva residència en pediatria al Lucile Packard Children's Hospital, dins de la Stanford University School of Medicine. Després d'obtenir el seu màster en salut pública a la Harvard TH Chan School of Public Health, va passar a fer una residència a Stanford en pediatria.
Durant els seus estudis va rebre una beca de la The Paul &amp; Daisy Soros Fellowships for New Americans.

## Carrera inicial
El 2005, Burke Harris es va incorporar al California Pacific Medical Center (CPMC), on se li va encarregar l'objectiu de desenvolupar programes per acabar amb les disparitats de salut a San Francisco. Mentre estava a Harvard, Burke Harris va identificar l'accés a l'assistència sanitària com un component clau de les disparitats sanitàries a San Francisco. El 2007, amb el suport de CPMC, es va convertir en la metgessa fundadora del Bayview Child Health Center i directora mèdica de la nova clínica.

## Carrera
L'any 2008, després de llegir el llibre "The Relationship of Adverse Childhood Experiences to Adult Health: Turning Gold Into Lead", de Vincent J. Felitti, Burke Harris es va adonar que les experiències traumàtiques dels seus pacients tenien un impacte negatiu en la seva salut present i futura.
El 2011, va ser nomenada per l'Acadèmia Americana de Pediatria al Comitè Assessor del Projecte per al Projecte de Resiliència.
Entre el 2010 i el 2012, Burke Harris va cofundar el projecte Adverse Childhood Experiences al barri de Bayview Hunters Point de San Francisco, juntament amb els seus companys Daniel Lurie de Tipping Point Foundation, Kamala Harris, Victor G. Carrion, Lenore Anderson, Lisa Pritzker i Katie Albright. A partir d'aquest esforç, l'any 2012 es va crear el Centre de Benestar Juvenil per crear un model clínic que reconegui l'impacte de les experiències adverses en la salut i tracti eficaçment l'estrès tòxic en els nens. L'enfocament multidisciplinari se centra a prevenir i desfer els resultats químics, fisiològics i de neurodesenvolupament de les experiències adverses de la infància (ACE). El centre integra l'atenció primària de salut, la salut mental i el benestar, la investigació, les polítiques, l'educació i els serveis de suport comunitari i familiar a nens i famílies.
El 2014, va parlar en un esdeveniment TED titulat TEDMED a San Francisco. La seva xerrada, "Com afecta el trauma infantil a la salut al llarg de la vida", havia estat vista per més de 7,2 milions d'espectadors a TED.com el juny de 2020.
El 2018, Burke Harris va publicar el seu primer llibre The Deepest Well: Healing the Long-Term Effects of Childhood Adversity, publicat per Houghton Mifflin Harcourt.
El 21 de gener de 2019, el governador de Califòrnia, Gavin Newsom, la va nomenar primera cirurgiana general de l'estat. Va jurar l'11 de febrer de 2019. El primer de febrer de 2022, va anunciar que renunciaria al càrrec per centrar-se en la seva família, a partir de l'11 de febrer de 2022.

## El Centre de Benestar Juvenil
Les experiències adverses de la infància (Adverse Chilhood Experiences, ACE, en les seves sigles en anglès) es defineixen com a experiències primerenques prevenibles i traumàtiques; poden anar des de l'exposició a la violència, la pobresa i la negligència fins a l'abús físic, emocional i sexual. Com a resultat, pot augmentar la probabilitat de "comportaments de salut de risc, condicions de salut cròniques, baix potencial de vida i mort primerenca" en l'edat adulta. L'exposició als ACE pot provocar estrès tòxic, que varia de l'estrès típic perquè és crònic i excessiu, i dona lloc a respostes fisiològiques antagòniques que poden provocar mals resultats de salut a la vida.
El Centre de Benestar Juvenil (CYW, Center for Youth Wellness) té com a objectiu millorar la salut dels nens i adolescents, tot centrant-se en els efectes de les experiències adverses de la infància. Un objectiu principal del CYW és que "tots els pediatres dels Estats Units facin una detecció d'experiències adverses en la infància el 2028". Més concretament, el CYW treballa especialment els ACE al barri de Bayview/Hunter's Point de San Francisco, una zona generalment desatesa que tenia una taxa de pobresa del 39% el 2010. El CYW va identificar que l'exposició a ACE, juntament amb una gran violència, augmenta la probabilitat de resultats perjudicials per a la salut en aquest barri. Utilitzen una combinació de cribratge de risc d'ACE (mitjançant qüestionari), coordinació assistencial i tractament multidisciplinari (atenció primària, psicoteràpia, psiquiatria i biofeedback).

## Premis
- 1999, The Paul &amp; Daisy Soros Fellowships for New Americans.[27]
- 2013, Humanism in Medicine Award, Gold Humanism Honor Society.[28]
- 2014, Leadership Award, Fundació James Irvine.[29][30]
- 2016, 21st Annual Heinz Award in Human Condition.[31]
- 2023, David G. Nichols Health Equity Award, American Pediatric Society